# William Livingston
William Livingston (Albany, 30 novembre 1723 – Elizabeth, 25 luglio 1790) è stato un politico statunitense. Fu firmatario della Costituzione degli Stati Uniti e governatore del New Jersey durante la guerra di rivoluzione americana.

## Biografia

### Primi anni ed istruzione
Livingston nacque ad Albany, nella provincia di New York, il 30 novembre 1723. Era figlio di  Philip Livingston (1686-1749), secondo Lord di Livingston Manor, e Catherine Van Brugh, unica figlia del sindaco di Albany, Pieter Van Brugh. Tra i suoi fratelli maggiori troviamo Robert Livingston, terzo Lord di Livingston Manor; Peter Van Brugh Livingston, tesoriere dello Stato di New York; e Philip Livingston, firmatario della Dichiarazione d'indipendenza americana.
Livingston ricevette la propria istruzione dalle scuole locali e dsa tutori. A 14 anni, Livingston andò a vivere per un anno con un missionario anglicano presso indiani iroquesi della Mohawk Valley. In seguito, si laureò nel 1741 al Yale College. Si trasferì poi a New York dove cominciò la sua carriera legale.

### Inizi di carriera
Livingston fu ammesso al bar giuridico nel 1748. Nel 1752 fondò un giornale settimanale, assieme agli avvocati John Morin Scott e William Smith, chiamato Independent Reflector. Questo giornale fu l'unico ad essere pubblicato nel Nord America britannico a quel tempo. La pubblicazione del Reflector cessò con il numero cinquantadue dopo aver subito pressioni politiche.
Livingston fu membro dell'Assemblea generale di New York per un solo mandato.

### New Jersey
Nel 1770, si trasferì a Elizabethtown (oggi Elizabeth) nel New Jersey, dove costruì una grande casa per ospitarvi la sua numerosa e crescente famiglia. Questa casa esiste ancora oggi ed è diventata il Museo "Liberty Hall". Dopo aver avuto una forte influenza presso i patrioti locali, Livingston fu eletto al Congresso continentale in rappresentanza del New Jersey, carica che ricoprì dal 1774 al 1776. Nell'ottobre 1775 diventò brigadiere generale delle milizie del New Jersey.

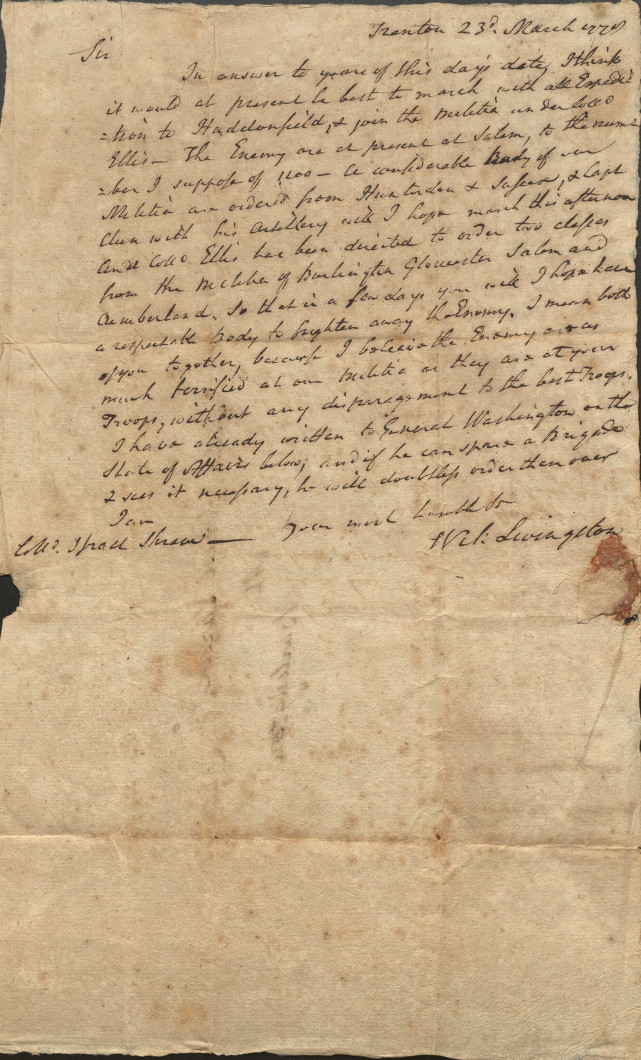
Lettera del governore William Livingston a Israel Shreve del 1778

Nell'agosto 1776 fu eletto governatore del New Jersey, carica che mantenne fino alla morte riuscendo ad ottenere ben 13 rielezioni. Per molto tempo, tra il 1776 al 1779, la famiglia si stabilì a Parsippany per sicurezza. In questo periodo , Liberty Hall fu molto spesso visitata dalle truppe inglesi fino al 1779, quando la famiglia Livingston ritornò definitivamente. Nel 1782 il governatore fu eletto all'American Academy of Arts and Sciences.

### Ultimi anni
Livingston guidò la delegazione del New Jersey alla Convenzione di Filadelfia e fu tra i firmatari della Costituzione americana. Nel 1788 fu indicato dal Congresso americano come ambasciatore degli Stati Uniti nei Paesi Bassi, ma declinò l'invito.

## Vita privata
Livingston sposò Susannah French (1723-1789) nel New jersey nel 1745. La moglie era figlia del possidente Philip French III e di Susanna Brockholst. I nonni paterni della French erano Phillip French, 27° sindaco di New York, e Annetje Philipse, figlia di Frederick Philipse, mentre i nonni materni erano Susanna Maria Brockholst e Anthony Brockholst, governatore coloniale di New York.
Dal matrimonio tra Livingston e French nacquero ben tredici figli tra cui il giudice della Corte Suprema Henry Brockholst Livingston.